# Acrobolbia macrophylla
Acrobolbia macrophylla är en skalbaggsart som beskrevs av Friedrich Ohaus 1912. Acrobolbia macrophylla ingår i släktet Acrobolbia och familjen Dynastidae. Inga underarter finns listade i Catalogue of Life.